# Zelenîi Hai, Zalișciîkî
Zelenîi Hai (în ucraineană Зелений Гай) este localitatea de reședință a comunei Zelenîi Hai din raionul Zalișciîkî, regiunea Ternopil, Ucraina.

## Demografie
Componența lingvistică a localității Zelenîi Hai
     Ucraineană (99,16%)
     Alte limbi (0,51%)
Conform recensământului din 2001, majoritatea populației localității Zelenîi Hai era vorbitoare de ucraineană (99,16%), existând în minoritate și vorbitori de alte limbi.